# Rádio Difusora Paraisense
A Rádio Difusora Paraisense foi uma emissora de rádio brasileira localizada na cidade de São Sebastião do Paraíso, no estado de Minas Gerais. Pioneira na região sudoeste de Minas, operou nos 820 kHz em Amplitude Modulada até 2003, quando foi vendida. Atualmente, a frequência abriga a Rádio da Família.

## História
A Rádio Difusora Paraisense foi fundada em 1º de setembro de 1940 por José Soares do Amaral, mais conhecido como “Zezé” Amaral. Zezé Amaral foi reconhecido pelo pioneirismo de seu trabalho até mesmo na Câmara dos Deputados, através de homenagens dos deputados Mauro Benevides e Carlos Melles. Mais tarde, em 1965, foi adquirida pelo Monsenhor Mancini. A Rádio Difusora Paraisense foi vendida para Nabih Zaiat em 2003, passando a se chamar Paraíso AM. Alguns equipamentos utilizados originalmente na Rádio Difusora Paraisense podem ser vistos no Museu Histórico Municipal Napoleão Joele, em São Sebastião do Paraíso. Em 2010, foi renomeada como Rádio da Família, que já era slogan usado desde 2003.

## Locutores
A Rádio Difusora Paraisense foi celeiro de vários locutores, sendo que alguns deles se tornaram pessoas de projeção nacional em outras rádios e mídias, tal como o jornalista Gilberto Amaral e a radialista Maria Terezinha Ferreira. Outros locutores que passaram pela rádio e estão documentados são: Fábio Mathias Mirhib, Lauro Carvalhaes Martins, Monsenhor Mancini, Nelson dos Santos Jabour, e André Luís Sarruge.Outro locutor que atuou na emissora foi João José Cury, destacando-se em dois programas, um deles aos domingos no auditório da emissora: o Alma Sertaneja, que prestigiava as duplas caipiras de toda a região do sudoeste mineiro. Também, durante a semana, Cury exibia o programa Um Tango Dentro da Noite, difundindo a música portenha muito apreciada por toda a região, onde se destacavam cantores do porte de Carlos Gardel, Hugo Del Carril e Libertad Lamarque e as orquestras típicas de Francisco Canaro e Hector Varela.

## Localização da rádio
As primeiras instalações estavam situadas à Rua Pinto Ribeiro, número 1057. Em 14 de Setembro de 1947, a emissora mudou-se para a Rua Pimenta de Pádua. Em 29 de Agosto de 1965, a rádio se transferiu para seu último endereço na Trav. Pe. Benatti, número 1200.